# Plectranthias randalli
Plectranthias randalli là một loài cá biển thuộc chi Plectranthias trong họ Cá mú. Loài này được mô tả lần đầu tiên vào năm 1980.

## Phân bố và môi trường sống
P. randalli có phạm vi phân bố rải rác ở vùng biển Tây Thái Bình Dương. Loài này chỉ được tìm thấy tại 3 vị trí: đảo Đài Loan (Chen & Shao 2002); New Caledonia, bao gồm quần đảo Chesterfield (Fricke et al., 2011); và phía bắc đảo Sulawesi, Indonesia (Peristiwady et al., 2014), ở độ sâu được ghi nhận trong khoảng từ 80 đến 300 m. Phạm vi phân bố của loài này có thể rộng hơn hiện tại. Loài này sống xung quanh các rạn san hô sâu ở vùng đáy đá.

## Mô tả
Mẫu vật có chiều dài cơ thể lớn nhất dùng để mô tả P. randalli với kích thước được ghi nhận khoảng 11 cm. Màu sắc khi mẫu vật còn sống: thân có màu trắng với 3 dải sọc màu đỏ cam: dải thứ nhất băng qua mắt; dải thứ 2 từ phía trước vây lưng xuống đế gốc vây ngực; dải thứ 3 từ giữa vây lưng xuống đến gốc vây hậu môn và lan rông xuống cả phần vây.
Số gai ở vây lưng: 10 (gai thứ 3 dài nhất); Số tia vây mềm ở vây lưng: 17; Số gai ở vây hậu môn: 3; Số tia vây mềm ở vây hậu môn: 7; Số tia vây mềm ở vây ngực: 15 - 16; Số tia vây mềm ở vây đuôi: 15; Số gai ở vây bụng: 1; Số tia vây mềm ở vây bụng: 5; Số vảy đường bên: 32 - 35.